# 1913 en science
| Années de la science : 1910 - 1911 - 1912 - 1913 - 1914 - 1915 - 1916    |
| Décennies de la science : 1880 - 1890 - 1900 - 1910 - 1920 - 1930 - 1940 |

Cet article présente les faits marquants de l'année 1913 en science.

## Événements
- 9 février : grande procession météorique[1].
- 1er mars[2] : le psychologue américain John Broadus Watson développe sa théorie du béhaviorisme dans un article intitulé Psychology as the behaviorist views it (« la psychologie telle que le spécialiste du comportement la voit »)[3].
- 3 mars : les signaux horaires émis depuis la tour Eiffel sont captés au bord du lac Tchad, à 4 500 km de distance[4].

- 1er avril, France : publication du premier numéro de la Science et la Vie[5].

- 6 mai : les médecins américain John Jacob Abel (en), Leonard Rowntree (en) et Bernard Benjamin Turner exposent devant les membres de l'Association of American Physicians réunis à Washington le principe de la dialyse et inventent le terme de rein artificiel[6].
- 16 mai : mise au jour du trésor d'Eberswalde à un mètre de profondeur sur les terrains d'une ancienne chaudronnerie d’Eberswalde dans le Brandebourg[7].

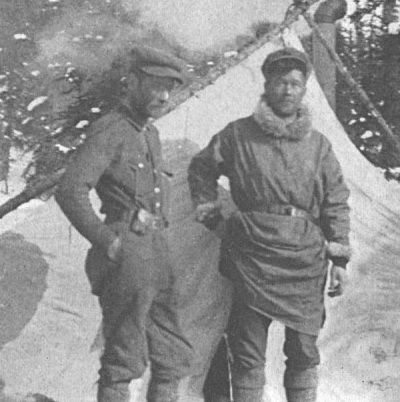
Hudson Stuck et Harry Karstens, co-leaders de la première ascension du mont McKinley en 1913.

- 7 juin : l'alpiniste Hudson Stuck escalade le mont McKinley, le point culminant de l'Amérique du Nord[8].

- Dans un article publié dans le Journal of Experimental Zoology intitulé The linear arrangement of six sex-linked factors in Drosophila le généticien américain Alfred Sturtevant construit la première carte génétique d'un chromosome[9].

- Invention du mascara par l'entrepreneur américain Thomas Lyle Williams (en) qui crée en 1915 la marque Maybelline[10].

### Sciences physiques
- 1er février : Daniel J. O'Conor et Herbert A. Faber, de Westinghouse, déposent un brevet aux États-Unis pour le stratifié composite Formica. Il est délivré le 12 novembre 1918[11].
- 7 mars[12] : le physicien Charles Wilson expose dans un article publié dans Nature intitulé Photography of the Paths of Particles Ejected from Atoms comment photographier le trajet des particules atomiques dans une chambre à brouillard.

- Mars : la thèse de doctorat l'astronome américain Harlow Shapley intitulée The Orbits of Eighty-Seven Eclipsing Binaries - a Summary est publiée en résumé dans The Astrophysical Journal. Shapley découvre comment mesurer la distance entre les étoiles à l'aide de spectroscopes[13].

- 1er juin : les biochimistes américains Elmer McCollum et Marguerite Davis de l'université du Wisconsin publient leur découverte de la vitamine A dans un article intitulé The Necessity of Certain Lipids in the Diet during Growth publié dans le Journal of Biological Chemistry. Thomas Osborne et Lafayette Mendel, de l'Université Yale découvrent indépendamment la vitamine A[14].

Schématisation des orbites circulaires dans le modèle de Bohr.

- Juillet : le physicien danois Niels Bohr présente dans un article intitulé « On the constitution of atoms and molecules » publié dans le Philosophical Magazine le modèle de Bohr, un modèle de la structure atomique utilisant la mécanique quantique et où les électrons ne peuvent se trouver que sur certaines orbitales bien définies[15].

- 9 août : le chimiste allemand Friedrich Bergius dépose un brevet pour un procédé pour produire de l'essence synthétique à partir du lignite[16].

- 9 septembre : ouverture de l'usine BASF à Oppau. Carl Bosch et ses collaborateurs complètent l'industrialisation du procédé Haber de production d'ammoniac (également appelé procédé Haber-Bosch), ce qui amène une révolution dans l'industrie chimique et a d'importantes conséquences en agriculture[17].

- 27 octobre et 22 décembre : le physicien français Georges Sagnac annonce à l'Académie des sciences qu'il à découvert avec un interféromètre l'effet qui porte son nom[18],[19].

- 13 novembre : le  physicien britannique William Crookes présente à la Royal Society des verres de lunettes enrichis en certains métaux pour protéger les yeux du rayonnement infrarouge et ultraviolet[20].

- 17 novembre : le physicien français Maurice de Broglie détermine le spectre des rayons X[18].

- 4 décembre : dans un article publié dans Nature, Frederick Soddy propose le concept d'isotopes, que des éléments ayant les mêmes propriétés chimiques pouvaient avoir des masses différentes[21].

- Le physicien britannique Henry Moseley, travaillant sur l'idée de Van den Broek, introduit le concept de numéro atomique pour corriger des inconsistances dans le tableau périodique proposé par Mendeleïev, qui était lui basé sur la masse atomique des éléments[22].
- Découverte de la première molécule de Rydberg[23].

- Le physicien allemand Hans Geiger imagine le principe du compteur de particules qui porte son nom[24].
- Mise en évidence de la couche d'ozone par les physiciens français Henri Buisson et Charles Fabry[25].
- Les chimistes Kasimir Fajans et Otto H. Göhring identifient l'élément chimique protactinium, qu'ils baptisent « brévium »[26].
- Le physicien allemand Johannes Stark caractérise  l'effet expérimental qui porte son nom, le dédoublement des raies spectrales dans un champ électrique[27], effet découvert indépendamment la même année par le physicien italien Antonino Lo Surdo.

## Publications
- Pierre Duhem : Le Système du monde. Histoire des doctrines cosmologiques, de Platon à Copernic, tome 1 (dix volumes publié de 1913 à 1959).
- Sigmund Freud : Totem et Tabou (11 juin).
- William Hornaday : Our Vanishing Wild Life, plaidoyer pour la conservation de la faune américaine.
- Jean Perrin : Les Atomes (1913).
- Henri Poincaré : Dernières Pensées, posthume, (1913) Flammarion
- Karl Sundman : Mémoire sur le problème des trois corps, Acta Mathematica.

- Isis, revue d'histoire des sciences et des techniques fondée par George Sarton dont le premier numéro parait en mars 1913

## Prix
- Prix Nobel

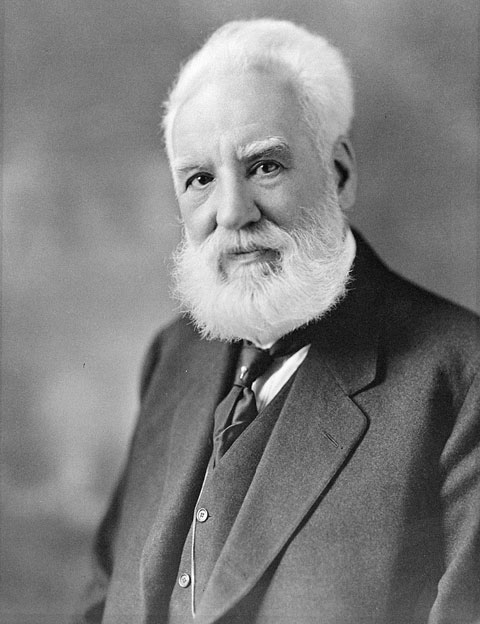
Alexander Graham Bell

  - Physique :  Heike Kamerlingh Onnes (Néerlandais, supraconductivité).
  - Chimie : Alfred Werner (Suisse, chimie organique).
  - Physiologie ou médecine : Charles Richet (Français, immunologie).
- Médailles de la Royal Society
  - Médaille Copley : Ray Lankester
  - Médaille Davy : Raphael Meldola
  - Médaille Hughes : Alexander Graham Bell
  - Médaille royale : Ernest Henry Starling, Harold Baily Dixon (en)
  - Médaille Sylvester : James Whitbread Lee Glaisher
- Médailles de la Geological Society of London
  - Médaille Lyell : Sydney Savory Buckman
  - Médaille Murchison : George Barrow (en)
  - Médaille Wollaston : Osmond Fisher
- Prix Jules-Janssen (astronomie) : Alphonse Borrelly
- Médaille Bruce (astronomie) : Jacobus Kapteyn
- Médaille Linnéenne : Heinrich Gustav Adolf Engler

## Naissances

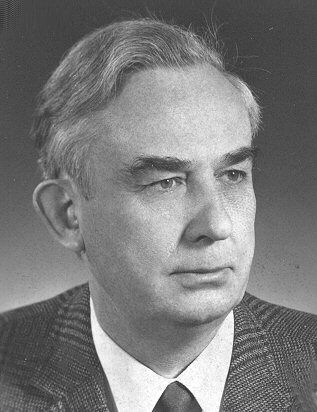
Willi Hennig.

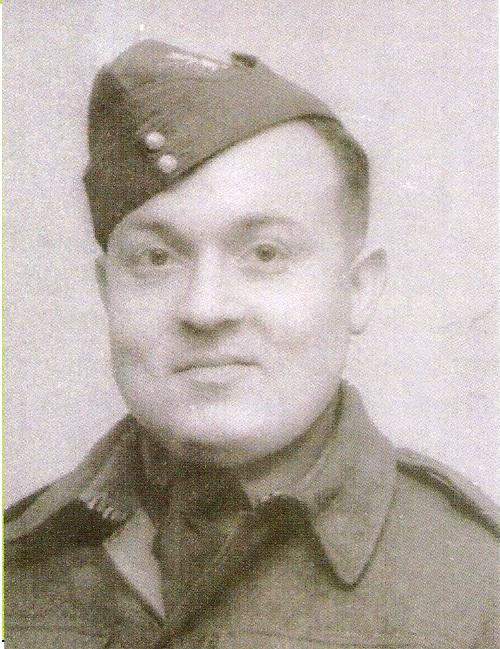
Odon Godart.

- 18 janvier : Walter Francis Penney (mort en 2000), mathématicien et cryptographe américain, auteur du paradoxe de Penney.
- 31 janvier : Édouard Boureau (mort en 1999), paléobotaniste français.
- 6 février : Mary Leakey (morte en 1996), paléontologue et archéologue britannique.
- 11 février : Paul Brönnimann (mort en 1993), paléontologue et géologue suisse.
- 24 février : Richard Goodwin (mort en 1996), économiste et mathématicien américain.
- 26 février : Eberhard Otto (mort en 1974), égyptologue allemand.
- 19 mars : Julian Bigelow (mort en 2003), pionnier américain de l'ingénierie  en informatique.
- 21 mars : Guillermo Haro (mort en 1988), astronome mexicain.
- 19 avril : Karl Rawer, physicien allemand.
- 20 avril : Willi Hennig (mort en 1976), biologiste allemand.

- 11 mai : Hellmut Brunner (mort en 1997), égyptologue allemand.
- 18 mai : Vincent Dole (mort en 2006), biochimiste américain.
- 20 mai : William Hewlett (mort en 2001), ingénieur américain, cofondateur de la société Hewlett-Packard.
- 26 juin : Maurice Vincent Wilkes (mort en 2010), professeur, chercheur, pionnier britannique de l'informatique.

- 1 juillet : Anthony Adrian Allen (mort en 2020), entomologiste britannique .
- 3 juillet : Anders Hald (mort en 2007), statisticien danois.
- 12 juillet : Willis Eugene Lamb (mort en 2008), physicien américain, prix Nobel de physique en 1955.

- 10 août : Wolfgang Paul (mort en 1993), physicien allemand, prix Nobel de physique en 1989.
- 13 août : Thornton Leigh Page (mort en 1996), astronome américain.
- 20 août : Roger Wolcott Sperry (mort en 1994), neurophysiologiste américain, prix Nobel de physiologie ou médecine en 1981.
- 21 août : Odon Godart (mort en 1996), météorologue et astronome belge.
- 27 août : Martin Kamen (mort en 2002), chimiste américain.
- 31 août : Bernard Lovell, physicien et radioastronome britannique.
- 4 septembre : Stanford Moore (mort en 1982), biochimiste américain, prix Nobel de chimie en 1972.
- 22 septembre : Hubert Lamb (mort en 1997), climatologue anglais.

- 27 octobre : Otto Wichterle (mort en 1998), chimiste et inventeur tchèque.
- 30 octobre : Colette Picard (morte en 1999), historienne et archéologue française.
- 5 novembre : Samuel Ruben (mort en 1943), chimiste américain.
- 9 novembre : André Lentin (mort en 2015), mathématicien, logicien et informaticien théoricien français.
- 17 novembre : Christiane Desroches Noblecourt, égyptologue française.
- 29 novembre : Alexandre Badawy (mort en 1986), égyptologue égyptien.

- Max Krook (mort en 1985), mathématicien et physicien américain.

## Décès

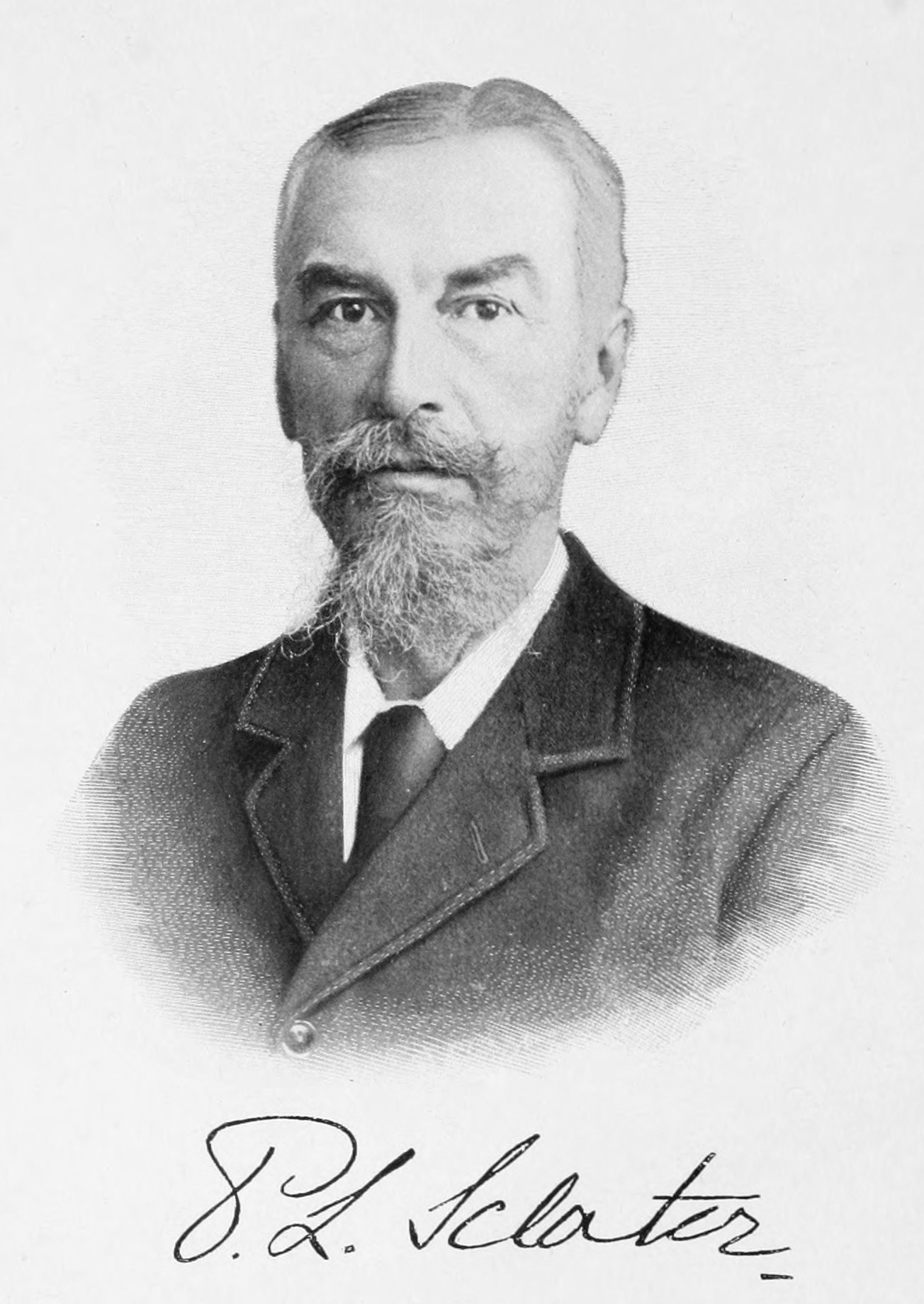
Philip Lutley Sclater

- 5 janvier : Lewis Swift (né en 1820), astronome américain.
- 16 janvier :
  - Thaddeus S. C. Lowe (né en 1832), aéronaute, scientifique et inventeur américain.
  - Eugène Revillout (né en 1843), égyptologue français.
- 28 janvier :Julius Heinrich Franz (né en 1847), astronome allemand.
- 31 janvier : James Ludovic Lindsay (né en 1847), astronome amateur et philatéliste britannique.

- 22 février : Ferdinand de Saussure (né en 1857), linguiste suisse.

- 18 mars : Georg Böhm (né en 1854), géologue et paléontologue.
- 19 avril : Hugo Winckler (né en 1863), archéologue et historien allemand.
- 27 avril :  Auguste Verneuil (né en 1856), chimiste français.

- 14 mai : Alfred de Foville (né en 1842), économiste et statisticien français.
- 28 mai : John Lubbock (né en 1834), préhistorien britannique.
- 27 juin : Philip Lutley Sclater (né en 1829), zoologiste britannique.

- 4 août : Étienne Laspeyres (né en 1834), économiste et statisticien allemand.
- 18 août :Paul Näcke (né en 1851), psychiatre criminologue allemand.
- 29 août : Friedrich Pockels (né en 1865), physicien allemand.

- 3 septembre : Louis Henry (né en 1834), chimiste organicien belge.
- 30 septembre : Rudolf Diesel (né en 1858), ingénieur allemand.

- 19 octobre : Charles Tellier (né en 1828), ingénieur français, inventeur des premières machines frigorifiques.
- 23 octobre : Edwin Klebs (né en 1834), médecin allemand.

- 4 novembre : Luis Huergo (né en 1837), ingénieur et mathématicien argentin.
- 7 novembre : Alfred Russel Wallace (né en 1823), biologiste britannique.

- 2 décembre : Charles Lauth (né en 1836), chimiste français.
- 5 décembre :  Albert Charles Peale (né en 1849), géologue et paléobotaniste américain.
- 31 décembre : Seth Carlo Chandler (né en 1846), astronome américain.

- Vladimir Roussanov (né en 1875), géologue russe.